# Yaya DaCosta
Camara DaCosta Johnson (Harlem, Nueva York, 15 de noviembre de 1982), conocida como Yaya DaCosta, es una actriz y modelo estadounidense que participó en el ciclo 3 del reality show America's Next Top Model, donde obtuvo el segundo lugar.

## Biografía
DaCosta tiene raíces multiculturales. Además del idioma inglés, domina el portugués, el francés, el español y el japonés. Tiene ascendencia brasileña, nigeriana, amerindia/cheroqui e irlandesa. Se graduó de Estudios Africanos y Relaciones Internacionales en la Universidad Brown.

## Carrera
Después de obtener el segundo lugar en America's Next Top Model, DaCosta ha seguido una exitosa carrera. Ha aparecido en publicidades para Garnier Fructis, Lincoln Townhouse, Olay, RadioShack, Seda, Sephora y Dr. Scholl's.
DaCosta comenzó a actuar en 2005 al ser invitada a un episodio del programa Eve. Desde entonces fue la antagonista de Rob Brown, Antonio Banderas y Alfre Woodard en la película de 2006 Take the Lead. Posteriormente interpretó papeles secundarios en los filmes independientes Honeydripper (2007) y The Messenger (2009).
En 2008 participó en la serie de televisión All My Children como Cassandra Foster, la hija de Angie Hubbard. De acuerdo a una entrevista de Charles Prat, Jr., el nuevo guionista del show, DaCosta abandonó el proyecto en agosto de 2008, menos de cuatro meses después de comenzar a trabajar en él para integrarse a la obra The first breeze of summer en Broadway. The first breeze of summer fue presentada en los años 2008 y 2009 por la histórica compañía Negro Ensemble Company.
En 2009 interpretó a Nico Slater, la hija de Wilhelmina Slater, en la cuarta temporada de la serie de ABC Ugly Betty.
DaCosta tuvo un rol secundario en The Kids Are All Right, cinta protagonizada por Annette Bening, Julianne Moore, Mark Ruffalo, Mia Wasikowska y Josh Hutcherson que fue nominada como mejor película en los premios Óscar 2010. También ese año participó en el filme Tron: Legacy. Debido a sus apariciones en estas publicitadas películas, DaCosta adornó las páginas de Vogue, L'Officiel y la portada de W.
También se puede ver a DaCosta en Chicago Med interpretando a April Sexton, enfermera del Gaffney Chicago Medical Center.

## Filmografía

### Cine y televisión
- America's Next Top Model (2004) - Participante
- Eve (2005) - Ms.Jenkins
- E! True Hollywood Story (2006) - Ella misma
- Déjate llevar (2006) - LaRhette
- Honeydripper (2007) - China Doll
- The Shanghai Hotel (2007) - Kendra
- Racing de Tiempo (2008) - Vanessa
- TRON Legacy (2010) - Siren
- The Kids Are All Right (2010) - Tanya
- In Time (2011) - Greta
- Whole Lotta Sole  (2012) - Sophie
- The Butler (2013) - Carol Hammie
- And So It Goes (2014) - Kennedy
- Chicago Fire (2014-2021) - April Sexton (Recurrente)
- Chicago Med (2015-2021) - April Sexton (Principal 1-6)
- Whitney (2015) - Whitney Houston
- El abogado del Lincoln (2023) - Andrea "Andy" Freemann

### Vídeos musicales
- «Gold Digger» por Kanye West (con Jamie Foxx) (2005).
- «Pullin' Me Back» por Chingy (2006).
- «Beautiful Girls» por Sean Kingston (2007).

## Premios y nominaciones
- Teen Choice Awards-Choice Breakout Femenino (Take The Lead de LaRhette)-Nominado